# دن ویچ
دن ویچ (به انگلیسی: Dan Veatch) (زادهٔ ۱۸ آوریل ۱۹۶۵) شناگر اهل ایالات متحده آمریکا است.